# Magnus Cato
Jan Magnus Cato (Härlanda, Gotemburgo, 30 de junio de 1967) es un exjugador sueco de balonmano, principalmente extremo izquierdo.

## Carrera
Jugó su carrera de élite para Redbergslids IK en su ciudad natal, Gotemburgo. Ganó 4 campeonatos suecos (SM-guld) con el club antes de decidir retirarse al final de la temporada 1992/1993. En ese momento tenía solo 25 años y había completado sus estudios de ingeniería civil en Chalmers. El balonmano no se podía combinar con una carrera civil.

## Carrera en la selección nacional
Debutó en la selección nacional en 1988 y jugó allí durante cinco años. Su primer éxito internacional fue una medalla de oro en el Mundial de 1990 en Checoslovaquia. Cato también participó en los Juegos Olímpicos de 1992 en Barcelona, donde ganó la medalla de plata olímpica. Cato también ganó una medalla de bronce en el Mundial de 1993 en Suecia. En total, Cato jugó 78 partidos internacionales y anotó 93 goles.

## Méritos
- 4 campeonatos suecos (SM-guld) con Redbergslid
- 1 medalla de oro en el Campeonato Mundial con la Selección de balonmano de Suecia en Praga 1990.[5]
- 1 medalla de plata olímpica con la Selección de balonmano de Suecia en Barcelona 1992. (ver enlace externo a continuación)
- 1 medalla de bronce en el Campeonato Mundial con la Selección de balonmano de Suecia en el Mundial de 1993.